# SEAT Ritmo
El SEAT Ritmo es un automóvil de turismo que fue producido por la marca española SEAT bajo licencia de Fiat entre los años 1979 y 1982. En 1980, el SEAT Ritmo fue nombrado Coche del Año en España, también el modelo fue el primero en utilizar un nombre no numérico como era lo habitual en la marca. Cuando se rompieron las relaciones con Fiat, mediante a unos acuerdos SEAT tendría que modificar toda su gama de modelos. Esto afectó al SEAT Ritmo, el cual sería modificado estéticamente para parecer otro coche totalmente nuevo para diferenciarlo de su homólogo, el Fiat Ritmo, además de tener que renombrarlo, siendo vendido como SEAT Ronda.

## Diseño y mecánica

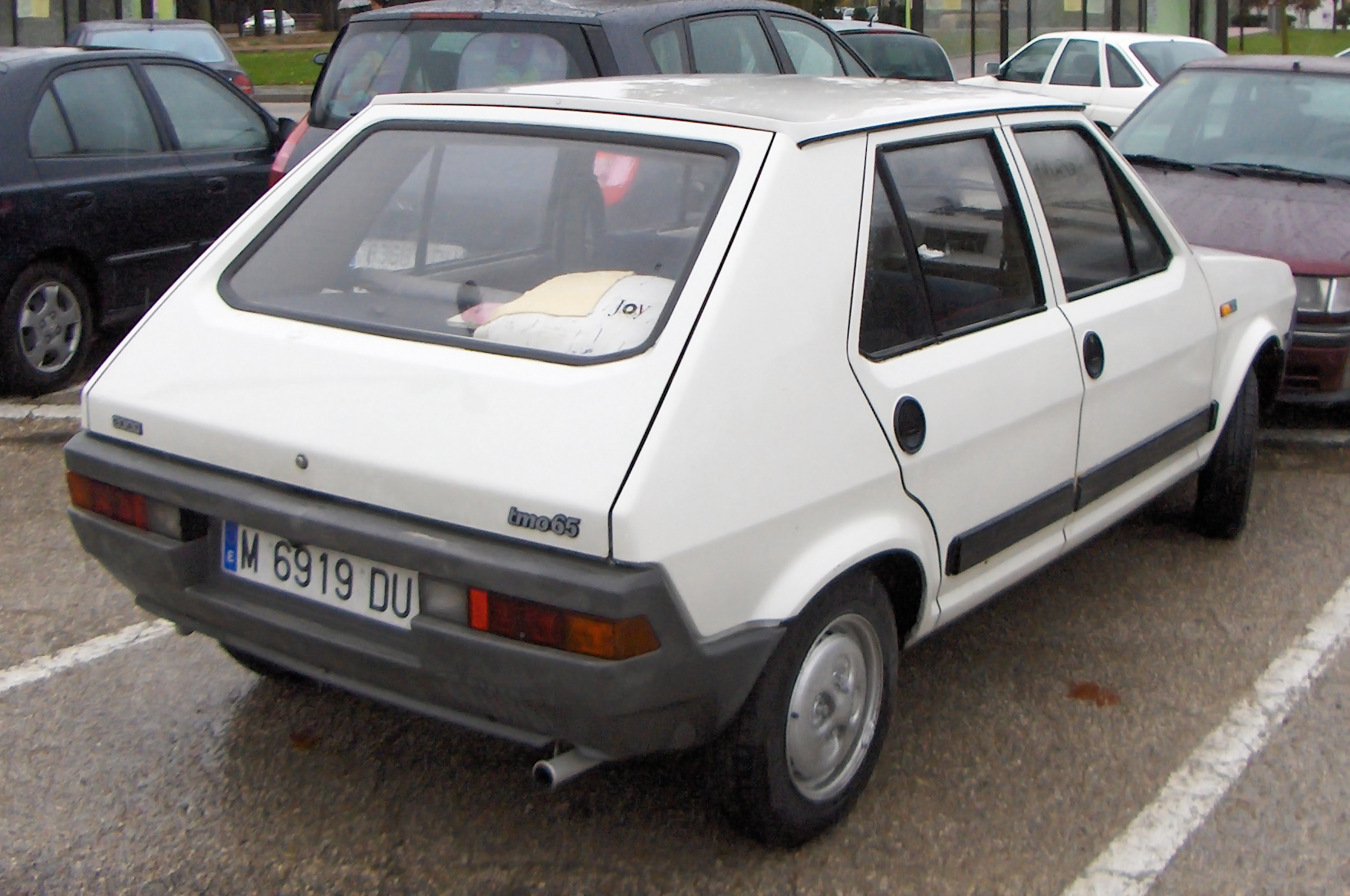
Vista posterior de un SEAT Ritmo.

El SEAT Ritmo compartía su diseño con el Fiat Ritmo original italiano, y exteriormente solo se diferenciaban en los logotipos de la marca. La carrocería de este modelo estrenaba un nuevo concepto de vehículo en la marca, siendo este un modelo compacto de buenas proporciones, pues habitualmente en la época las carrocerías de los modelos eran de estilo sedán, mini urbanos y cupés, por otro lado desaparecen las tradiciones defensas de chapa, a favor de unos parachoques mejor integrados en plástico, el frontal tiene una estética más modernista con unas ópticas circulares. Al contrario que Fiat, SEAT fabricó solamente la versión con carrocería de 5 puertas, mientras que Fiat lo llegó a ofrecer con carrocerías de 3 y 5 puertas, además de otra descapotable creada por Bertone. A pesar de que ambos modelos eran iguales estéticamente, a nivel mecánico, el producto de SEAT se diferenciaba claramente del modelo original; el italiano equipaba unos modernos motores monoárbol en culata (de origen Fiat 128), y en opción, una caja de cambios de cinco velocidades u otra automática, mientras que el modelo de SEAT estaba equipado con las veteranas mecánicas de varillas y balancines creadas por Aurelio Lampredi para el Fiat 124. Inicialmente, SEAT ofrecía el Ritmo con una caja de cambios de cuatro marchas como única alternativa, pero más tarde también estuvo disponible de serie la de cinco marchas en las versiones CLX y Crono. 

## Acabados y versiones
Tras el lanzamiento comercial, SEAT vendió el Ritmo en un acabado básico L y con otro más completo CL, equipado con los dos motores de 1.197 y 1.438 centímetros cúbicos y árbol de levas lateral procedentes del SEAT 124, de 64 y 77 CV (DIN) respectivamente, y caja de cambios de 4 velocidades sincronizadas. La versión 65 estaba disponible en ambos acabados (L y CL), y la 75 únicamente se suministraba con el acabado más completo (CL).
Unos meses más tarde se presenta el Ritmo 75 CLX en su versión 81, que entre otras cosas, se caracterizaba por la adopción de una caja de cambios de 5 velocidades junto con un grupo final que daba un menor desarrollo que el de la versión de cuatro marchas, las nuevas llantas de "diseño en estrella" y 5 pulgadas de anchura calzadas con neumáticos 165/70 SR 13 (en las primeras unidades Michelin ZX y en las posteriores Pirelli P-3), un retrovisor exterior más eficaz, y unos asientos y guarnecidos interiores más confortables. Fue comercializada exclusivamente en colores aluminio y marrón metalizados, con las lunas coloreadas y los parachoques tintados a juego con los respectivos tonos de pintura.
A finales de 1981 se introducía la versión CLX 82, cuya presentación estaba basada en la del Fiat Ritmo Super italiano. Iba dotada, entre otras cosas, de un nuevo salpicadero, llantas de 5,5" x 14" calzadas con los nuevos neumáticos radiales de baja resistencia a la rodadura Pirelli P8, en medida de 165/65 R 14 T, discos de freno sobredimensionados y barra estabilizadora en el tren delantero, y el mismo grupo final (17/64) que la primera versión de 4 velocidades, que proporcionaba más desarrollo que el de la versión CLX 81, de cara a mejorar las cifras de consumo, aún a costa de salir perdiendo en prestaciones. Su carrocería iba pintada exclusivamente en tonos azul, plata, y dorado, todos ellos metalizados.
El SEAT Ritmo D apareció en 1980, únicamente disponible con el acabado CL, y con el motor diésel de 1.714 centímetros cúbicos y 55 CV (DIN) diseñado por Aurelio Lampredi. El Ritmo D fue el primer diésel compacto fabricado en España.
La versión deportiva Ritmo Crono salió al mercado un poco más tarde, equipada con el motor Lampredi biárbol de 1.592 centímetros cúbicos y 95 CV (DIN), de origen Fiat 132, que SEAT había utilizado también en los 1430 Especial, 124D Especial, y 131. Los acabados, en general, son equivalentes a los de la versión CLX ´82. Al igual que éste, salía de fábrica dotado de cubiertas Pirelli P8 de 165/65 TR14 en llantas de 5,5 pulgadas. Exteriormente el modelo solo estaba disponible en 3 combinaciones, la primera con la carrocería en rojo con una líneas laterales negras y vinilo crono en color amarillo, la segunda combinación era color de la carrocería negra con líneas laterales en rojo y vinilo crono en rojo, y la tercera y última opción era color carrocería gris con líneas lateral negro y vinilo Crono en una mezcla entre negro y gris. El interior del Crono traía asientos deportivos con un tejido rojo con cuadros, en las últimas unidades de esta versión se le incluyó un añadido delantero al parachoques con faros antiniebla amarillos y un pequeño alerón debajo de la luneta trasera, aparte había un kit crono abarth.
A las últimas unidades del SEAT Ritmo se les sustituyó el logo de la parte frontal pues el anagrama al principio era redondo y finalmente pasó a ser el rectangular. 

### Derivados
- La versión furgoneta: El carrocero catalán Emelba diseñó una furgoneta con la plataforma del SEAT Ritmo, la cual fue denominada Emelba Ritmo Elba. Estaba equipada con el mismo motor diésel del Ritmo. Fue vendida en versión pick-up, furgoneta cerrada, furgoneta abierta e isotermo.
Fue una de las primeras furgonetas “pequeñas” diésel comercializadas en España. Tenía confort de turismo y gran capacidad de carga. Tuvo unas buenas ventas.

- Versión policial: En 1981 se cambió la rotulación de los coches de la Policía Nacional, y también se cambió el modelo de coche patrulla, pasando del veterano SEAT 131 al moderno SEAT Ritmo, con pintura marrón (del mismo color que su uniforme) y el escudo de la Policía Nacional en las puertas delanteras.
El modelo utilizado por la policía tendría un motor 1.2 de 65 CV. Se dejó de utilizar en 1984 cuando se sustituyeron por Talbot Horizon.
- Asimismo, también la Agrupación de Tráfico de la Guardia Civil usó el Seat Ritmo entre 1979 y principios de los 80 (incluso antes de que el vehículo fuese comercializado para el público en general), tanto en sus versiones 65 (1.179 cc y 64 CV) como 75 (1.438 cc y 77 CV), siendo la versión 65 la que dio mejor resultado.

## Competición
- SEAT Ritmo Gr 5